# 6911 Nancygreen
6911 Nancygreen (1991 GN) là một tiểu hành tinh vành đai chính bên trong được phát hiện ngày 10 tháng 4 năm 1991 bởi E. F. Helin ở Palomar.